# Carlos Verna
Carlos Alberto Verna (América, provincia de Buenos Aires; 8 de mayo de 1946) es un político e ingeniero argentino y miembro del Partido Justicialista (PJ). Fue gobernador de la provincia de La Pampa en los períodos 2003-2007 y 2015-2019.

## Biografía
Carlos Verna es nativo de la localidad bonaerense de América (Partido de Rivadavia), aunque el domicilio familiar se encontraba en la localidad de González Moreno, a pocos kilómetros del límite con la Provincia de La Pampa, lugar en que transcurrieron sus primeros años de vida.[cita requerida]
Curso los estudios primarios en la Escuela N° 4 “General Manuel Belgrano” de González Moreno, mientras que la etapa secundaria, la realizó en el Instituto Domingo Savio de la ciudad de Santa Rosa, capital de la Provincia de La Pampa.[cita requerida]
Se inició en la política como Ministro de Obras Públicas de La Pampa (1983-1987), posteriormente fue electo intendente de General Pico, más tarde fue elegido en el Senado argentino por La Pampa en 1993, donde se convertiría como Presidente de la Comisión de Presupuesto. En el 2003 ganó las elecciones provinciales con el apoyo del expresidente Carlos Menem; derrotando al candidato de la facción justicialista Frente para la Victoria, Néstor Ahuad. Verna se opuso al presidente peronista Néstor Kirchner y su esposa Cristina Fernadéz.
 Abandonando finalmente su cargo en diciembre de 2007.
En el año 2005, el entonces gobernador anuncia la construcción de un "Megaestadio" que revolucionaría tanto el ámbito deportivo de La Pampa como su sector turístico. El plan original indicaba que el Polideportivo, el más grande que tendría la provincia en su historia, sería inaugurado en 2007 para los Juegos de la Araucanía. Pero, transcurridos más de veinte años de su anuncio, la obra permanece inconclusa. Durante su gobernación se llevaron a cabo 128 obras por un valor de 860 millones de pesos. Durante su gestión se inauguró el Polideportivo Municipal en La Adela el Club  Deportivo Telén. Planta de Procesamiento RefiPampa, el Complejo escolar “Cruce del Desierto” 
Verna regresó como senador en 2009; se presentó en campaña como un antikirchnerista.Verna votó en contra del uso de reservas del Banco Central para el pago de la deuda externa. En 2015 se postuló como Gobernador de la Provincia de La Pampa, logrando acceder a un segundo mandato al frente del Ejecutivo Provincial, como candidato del Partido Justicialista. Se impuso con el 46% de los votos por sobre el radical Francisco Torroba, de Propuesta Frente Pampeano, que obtuvo el 38,5%.
Al anunciar su nuevo gabinete, el gobernador Verna recibió fuertes críticas tras designar como Ministro de Seguridad a Juan Carlos Tierno, ex intendente de la ciudad de Santa Rosa, el cual fue sometido a juicio por abuso de autoridad.
En septiembre de 2018, el gobernador Verna anunció que un cáncer generalizado le impedirá ejercer el cargo, por lo que ha decidido pedir licencia para el mismo; también adelantó que no aspiraría a la reelección en el año 2019. Finalmente, propuso a Sergio Ziliotto como candidato por el peronismo y éste resultó victorioso en las elecciones de 2019.